# Nicolas de Fer
Nicolas de Fer (pronunciació francesa: [nikɔla də fɛʁ]), 1646 – 25 d'octubre de 1720, va ser un cartògraf i geògraf francès. També va ser gravador i editor. Les seves obres se centraven més en la quantitat que en la qualitat, sovint hi havia errors geogràfics, i eren més artístiques que precises.

## Primers anys de vida
De Fer era el petit dels tres fills d'Antoine de Fer, que també era cartògraf. Quan tenia 12 anys, es va convertir en l'aprenent del gravador parisenc Louis Spirinx, i va fer el seu primer mapa, del Canal du Midi, als 23 anys. Després de la mort del seu pare el juny de 1673, la seva mare Geneviève es va fer càrrec inicialment de l'empresa de cartografia, que havia començat a declinar. La va passar i l'atelier, anomenat Quai de L'Horloge, a Nicolas el 1687 a causa de la seva vellesa.

## Carrera

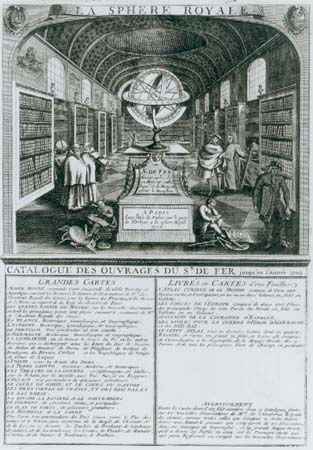
La Sphère Royale

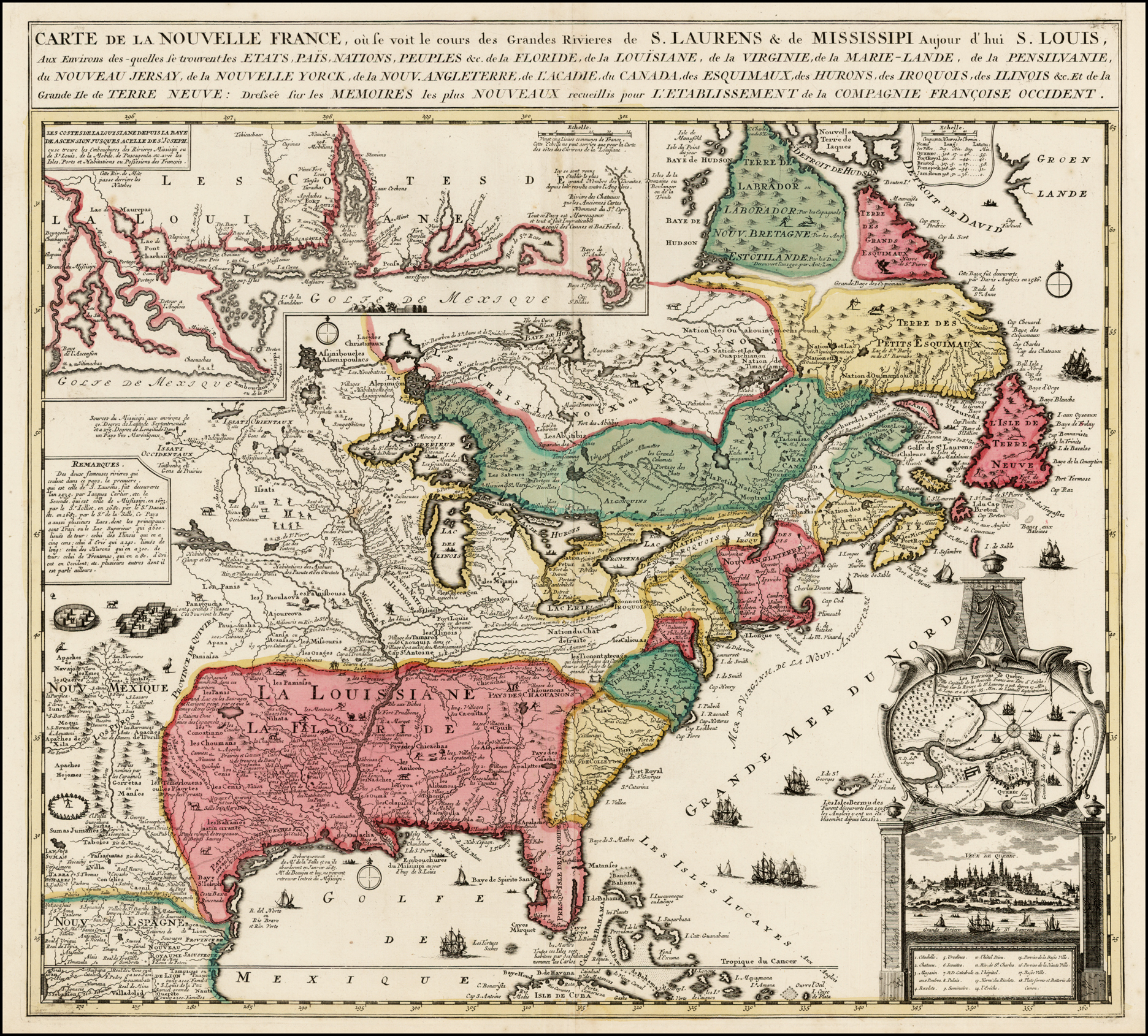
Carte de la Nouvelle France, 1719

De Fer va tenir tant èxit a l'hora de millorar l'empresa que, el 1690, es va convertir en el geògraf oficial de Lluís, delfí de França. Amb el suport de les famílies reials espanyola i francesa, de Fer esdevingué també geògraf oficial de Felip V i Lluís XIV, els reis d'Espanya i França, respectivament. A causa d'això, els seus mapes es van convertir en propaganda borbònica, avalant el rei francès Lluís XIV.
El seu negoci va augmentar, publicant plànols urbanístics, atles, mapes murals i més de 600 plànols. Va fer mapes de llocs d'Europa i Amèrica del Nord, inclosa la Nova Espanya, llocs fortificats per Vauban, els Països Baixos i la Guerra de Successió Espanyola. El 1698, de Fer va publicar un mapa d'Amèrica del Nord, que incloïa una representació de castors construint preses a prop de les cascades del Niàgara. Disset anys més tard, Herman Moll va publicar un mapa que plagiava elements de l'obra de De Fer, especialment l'escena dels castors. Va passar a ser conegut com el "mapa del castor". De Fer es va convertir en el geògraf oficial del Rei d'Espanya el 1720. Dos dels seus gendres, Guillaume Danet i Jaques-François Bénard, van continuar l'empresa després de la mort de De Fer el 25 d'octubre d'aquell any fins al voltant de 1760.

## Obres principals
- Les Côtes de France (1690)

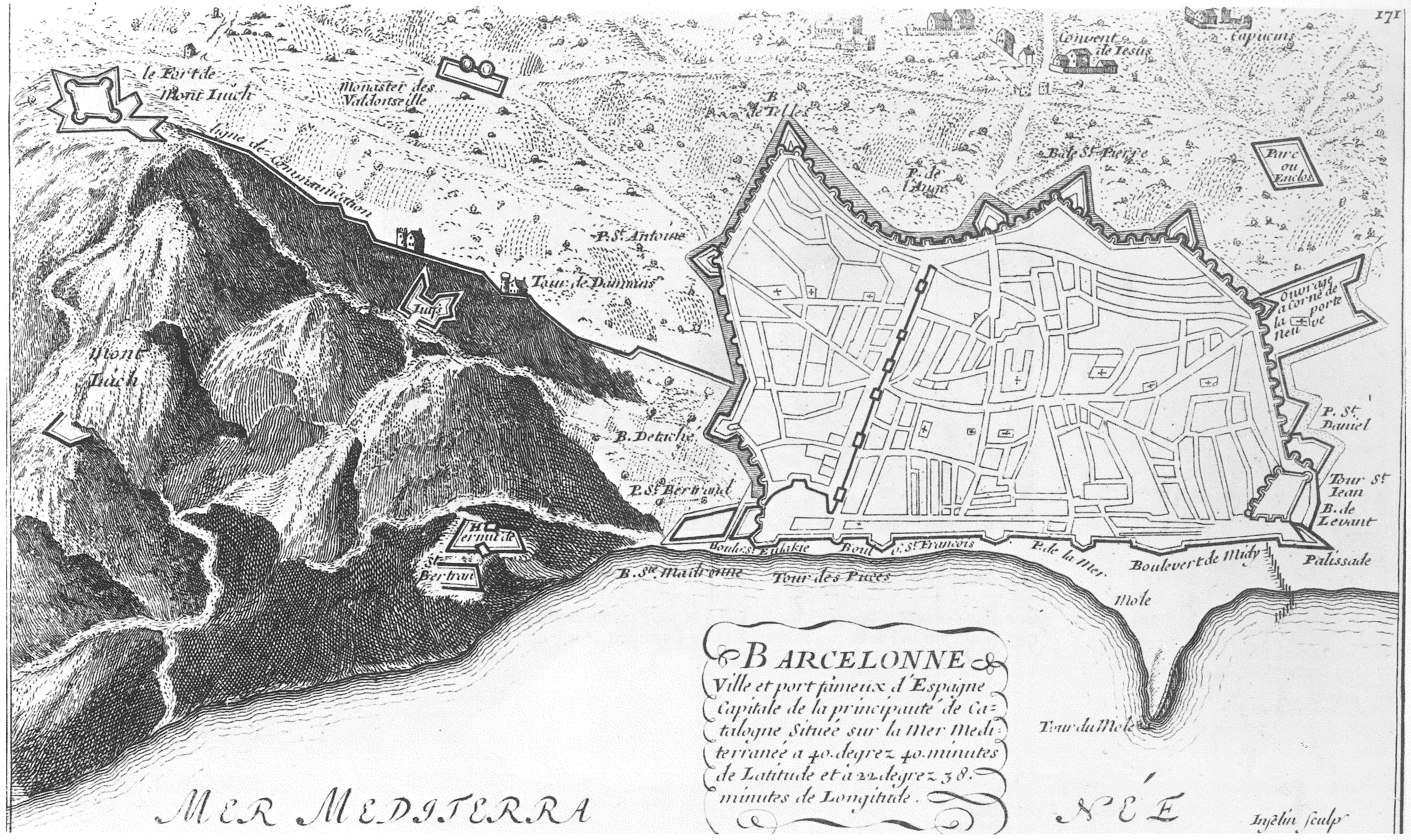
Barcelona

- La France triomphante sous le règne de Louis le Grand (1693)
- Atlas Royal (primera ed. 1695)
- Petit et Nouveau Atlas (1697)
- Atles curieux (1700)
- Atlas o recueil de cartes géographiques dressées sur les nouvelles observations (1709)
- La Sphère Royale (1717)